# Regionalwahl in Sardinien 2009
Die Regionalwahl in Sardinien 2009 fand am 15. und 16. Februar statt; der Regionalrat und der Präsident der Region wurden gleichzeitig gewählt.

## Wahlergebnis
| Kandidaten                           | Kandidaten             | Stimmen | %    | Listen                               | Stimmen | %    | Mandate |
| ------------------------------------ | ---------------------- | ------- | ---- | ------------------------------------ | ------- | ---- | ------- |
|                                      | Ugo Cappellaccigewählt | 502.084 | 51,9 | Il Popolo della Libertà              | 248.654 | 30,1 | 25      |
| Unione di Centro                     | Ugo Cappellaccigewählt | 502.084 | 51,9 | 75.451                               | 9,1     | 7    |         |
| Riformatori Sardi                    | Ugo Cappellaccigewählt | 502.084 | 51,9 | 56.056                               | 6,8     | 5    |         |
| Partito Sardo d’Azione               | Ugo Cappellaccigewählt | 502.084 | 51,9 | 35.428                               | 4,3     | 4    |         |
| Sardegna Unita                       | Ugo Cappellaccigewählt | 502.084 | 51,9 | 28.928                               | 3,5     | 2    |         |
| Insieme per le Autonomie             | Ugo Cappellaccigewählt | 502.084 | 51,9 | 18.500                               | 2,2     | 1    |         |
| Mandate der Listengruppe             | Ugo Cappellaccigewählt | 502.084 | 51,9 | –                                    | –       | 9    |         |
| ↳ Gesamt                             | Ugo Cappellaccigewählt | 502.084 | 51,9 | 463.017                              | 56,1    | 53   |         |
|                                      | Renato Soru            | 415.600 | 42,9 | Partito Democratico                  | 204.223 | 24,7 | 18      |
| Italia dei Valori                    | Renato Soru            | 415.600 | 42,9 | 41.321                               | 5,0     | 3    |         |
| Partito della Rifondazione Comunista | Renato Soru            | 415.600 | 42,9 | 26.454                               | 3,2     | 2    |         |
| Rossomori                            | Renato Soru            | 415.600 | 42,9 | 21.034                               | 2,5     | 1    |         |
| Partito dei Comunisti Italiani       | Renato Soru            | 415.600 | 42,9 | 15.870                               | 1,9     | 1    |         |
| La Sinistra per la Sardegna          | Renato Soru            | 415.600 | 42,9 | 13.508                               | 1,6     | 1    |         |
| Nicht gewählte Direktkandidat        | Renato Soru            | 415.600 | 42,9 | –                                    | –       | 1    |         |
| ↳ Gesamt                             | Renato Soru            | 415.600 | 42,9 | 322.410                              | 39,0    | 27   |         |
|                                      | Gavino Sale            | 29.640  | 3,1  | Indipendèntzia Repùbrica de Sardigna | 17.141  | 2,1  | –       |
|                                      | Peppino Balia          | 15.037  | 1,6  | Partito Socialista                   | 19.488  | 2,4  | –       |
|                                      | Gianfranco Sollai      | 5.316   | 0,5  | Unidade Indipendentista              | 3.695   | 0,4  | –       |
| Gesamt                               | Gesamt                 | 967.677 | 100  |                                      | 825.751 | 100  | 80      |